# 秋子扇尾喉盤魚
秋子扇尾喉盤魚（學名：Flabellicauda akiko），為輻鰭魚綱喉盤魚目喉盤魚科的其中一種，分布於西太平洋日本、印尼及帛琉海域，深度44至90公尺，本魚體延長，前部平扁，後部側扁，前眶間距及後眶間距稍窄，體不被鱗，覆有粘液層，腹鰭喉位，與周圍的皮褶特化成一吸盤，體紅色，具白色條紋，背鰭軟條2-3枚、臀鰭軟條9-10枚，體長可達1.4公分，棲息在礫石底質，有海綿生長的水域，屬底棲性魚類，生活習性不明。